# Богданович, Владимир Терентьевич
Влади́мир Тере́нтьевич Богдано́вич (укр. Володимир Терентійович Богданович; 10 мая 1928, Богоявленск, Николаевский округ, Одесская губерния, УССР, СССР — 2 марта 2008, Киев, Украина) — советский футболист, тренер и спортивный функционер, обладатель Кубка СССР (1954), мастер спорта СССР (1952), заслуженный тренер УССР (1982).

## Футбольная биография

### Карьера игрока
Родился в селе Богоявленск (ныне Корабельный район города Николаев), был младшим, четвёртым сыном в семье. Отец работал на местном судостроительном заводе. Детям также приходилось трудиться, помогая взрослым на разных работах. Ребята росли крепкими и физически выносливыми. Братья увлекались футболом, играли на любительском уровне, а старший — Андрей, впоследствии дважды становился чемпионом СССР среди сельских команд. Но сам Владимир к футболу был равнодушным. С началом Великой Отечественной войны старшие братья ушли на фронт, а Володя с мамой остались в оккупированном немцами посёлке. В 1944 году 16 летний подросток сбежал на фронт, добравшись до Польши, где присоединился к одному из подразделений наступающей Советской армии. В составе 177-го стрелкового полка, юный пулемётчик Володя Богданович, участвовал в боях за освобождение Польши и Чехословакии. За проявленные в сражениях отвагу и мужество был награждён орденами Отечественной войны и Красного знамени.
После войны остался в армии, в течение трёх лет проходил службу в составе групп советских войск, располагавшихся в Чехословакии и Германии, окончил курсы армейских физруков. Вскоре был переведён в Ереван, где продолжил службу в спортроте, занимался тяжёлой атлетикой. Здесь же Богданович и увлёкся футболом. По вечерам сослуживцы устраивали футбольные баталии, в которых принимал участие и Владимир. Через некоторое время, командир дивизии генерал Мартиросян, принялся за создание футбольной команды, в которой стал выступать и Богданович. В 1948 году, армейский коллектив занял второе место на первенстве Закавказского военного округа, проходившем в Тбилиси. На светловолосого нападающего армянского коллектива обратило внимание руководство футбольной команды тбилисского ДО (Дом офицеров), выступавшей в классе «Б». В октябре 1949 года с Богдановичем встретился начальник грузинской команды, майор Чхатарашвили (впоследствии ставший известным советским футбольным арбитром) и предложил перейти в тбилисскую команду. На возражения Владимира, был дан жёсткий ответ — это приказ. Сыграть за тбилисский клуб в официальных матчах форварду так и не довелось. К этому времени Богданович решился написать письмо на имя Председателя Верховного Совета СССР Николая Михайловича Шверника, с просьбой помочь уволиться со службы в армии, мотивируя этот шаг желанием продолжить прерванное войной обучение. Это возымело действие и вскоре Богдановичу был вручён приказ о его демобилизации.
Но возвращение домой пришлось отложить, генерал Мартиросян предложил форварду попробовать свои силы в команде «Динамо» (Ереван), выступавшей в элитном дивизионе советского футбола. На решение остаться в Ереване повлияло и знакомство с армянской девушкой по имени Эля, которая вскоре стала супругой Владимира. Дебют Богдановича в большом футболе состоялся 24 июля 1950 года, в гостевом поединке против ленинградского «Зенита», а 31 августа, в матче с московским «Локомотивом», проходившем на столичном стадионе «Сталинец», нападающий отличился и своим первым голом в классе «А», сравняв счёт в поединке, закончившемся с ничейным результатом 1:1. Через несколько дней, форвард забил гол уже в домашнем матче, проходившем на переполненном ереванском стадионе «Динамо», поразив ворота голкипера тбилисских одноклубников Жмелькова.
Вскоре молодым форвардом заинтересовались представители киевского «Динамо». После поединка дублирующих составов команд Киева и Еревана, в котором принимал участие и Богданович, отличившийся голом в ворота украинских резервистов, руководство киевских динамовцев принимает решение пригласить в свою команду перспективного нападающего. Весной 1951 года, Богданович переезжает в столицу советской Украины. Дебют форварда в составе киевского «Динамо» состоялся 11 апреля 1951 года в матче первого тура чемпионата СССР «Динамо» (Киев) — «Даугава» (Рига) 2:4. Сезон для динамовцев, состав которых пополнил ряд молодых игроков, сложился не очень удачно, команда финишировала лишь на 8 месте. Но уже в следующем сезоне, подопечные тренера Олега Ошенкова, были одними из лидеров первенства, по итогам которого стали серебряными призёрами. В этом же сезоне, Богданович отличился и своим первым голом за киевлян — 11 июля 1952 года, в игре против одноклубников из Минска, проходившей на московском стадионе «Динамо», на 80 минуте забил третий мяч в ворота белорусского вратаря Искарки, доведя счёт до разгромного. В поединке 4 тура «Динамо» (Киев) — «Шахтёр» (Донецк), нападающий стал автором своего первого хет-трика в составе команды мастеров, трижды «расписавшись» в воротах горняцкой команды. Быстрый, напористый форвард стабильно играл в основном составе команды, выдерживая конкуренцию и взаимодействуя с такими мастерами как Андрей Зазроев, Виктор Терентьев, Михаил Коман. Начинавший свою карьеру в киевском «Динамо» мастер спорта Анатолий Крощенко, так характеризовал игру Богдановича:
Его отличали великолепная скорость, напористость, бесстрашие. Таких игроков называют «командными»: очень полезный, самоотверженный, всецело преданный футболу — когда команде предстоит сложная, принципиальная игра, без таких футболистов обойтись просто невозможно
В 1954 году, киевские динамовцы вышли в финал Кубка СССР, где Богданович с партнёрами играли против команды «Спартак» (Ереван). В упорной борьбе, победу одержали киевляне, впервые в своей истории став обладателями почётного трофея. Сезон 1956 года стал последним в динамовской карьере Владимира. Из-за разногласий с тренером команды Олегом Ошенковым, форвард вынужден был покинуть коллектив. Бывший одноклубник Богдановича по киевскому «Динамо» Александр Щанов, вспоминал о тех событиях:
Несмотря на свою добросовестность, трудолюбие, Богданович не был приспособленцем. Он был «ершистым», иногда, как все люди имеющие своё мнение, неудобным. На этой почве него периодически возникали конфликты с тренером Олегом Ошенковым. И это несмотря на то, что жили они с ним в одном доме. Всё это завершилось переходом Богдановича в одесский «Пищевик». Через много лет Ошенков признал свою неправоту по отношению к Богдановичу, но лучше бы он это сделал раньше...
Перейдя в одесский «Пищевик», спустя год переименованный в «Черноморец», Владимир сразу же стал основным игроком и лидером атакующей линии команды. В Одессе Богданович провёл два сезона, но несмотря на то, что в «Черноморце» для форварда всё складывалось удачно, по окончании сезона 1958 года, покидает коллектив и возвращается в Киев, где продолжает свою карьеру в «Арсенале», выступающем в классе «Б». В атаке киевских «канониров», Владимир играл с ещё одним известным форвардом — Виктором Фоминым. По итогам сезона, арсенальцы заняли 5 место в своей группе, а Богданович стал лучшим бомбардиром своей команды, забив 18 мячей. Последующие четыре сезона нападающий провёл в житомирском «Полесье», где и завершил свою игровую карьеру.

### Карьера тренера и спортивного функционера
Завершив обучение в киевской школе тренеров (позже окончил так же Высшую школу тренеров в Москве), Владимир Терентьевич тренировал заводскую команду «Темп» (Киев), а в 1965 году переехал в Винницу, где был помощником Виктора Жилина, затем Олега Макарова, в местном «Локомотиве». В 1968 году Богданович назначается старшим тренером винницкой команды. В 1969 году возвращается в столицу советской Украины, вместе со своим однофамильцем и бывшим одноклубником по киевскому «Динамо» Анатолием Богдановичем, входит в тренерский штаб наставника армейской команды Киева, заслуженного тренера СССР Николая Фёдоровича Фоминых. С июня 1970 года Владимир Терентьевич — помощник старшего тренера запорожского «Металлурга». Команда под руководством Виктора Лукашенко одержала победу в своей зоне второй группы класса «А» и получила право со следующего года стартовать, в созданной с этого сезона, первой лиге чемпионата СССР. Весной 1971 года, после того как Лукашенко оставил пост старшего тренера, запорожский коллектив возглавил Богданович. Вместе с приглашённым на должность начальника команды Виктором Жилиным, новому наставнику удалось создать боеспособный коллектив, который в дебютном первенстве первой лиги занял высокое 4 место.
В апреле 1972 года Богданович покидает Запорожье и возвращается в Киев, где приступает к работе в отделе футбола комитета по физической культуре и спорта при Совете Министров УССР, а затем Госкомспорта СССР и Федерации футбола республики, где проработал многие годы. В 1979 году был помощником Валерия Васильевича Лобановского в сборной УССР, которая стала бронзовым призёром Спартакиады народов СССР. В 1980-е годы занимал должность старшего тренера при республиканской Федерации футбола, курировал 2 лигу. После распада Советского Союза, продолжил трудиться в Федерации футбола Украины. В 1993—1995 годах принимал участие в работе селекционной службы ФК «Нефтяник» (Ахтырка).

## Достижения
- Серебряный призёр чемпионата СССР: 1952
- Обладатель Кубка СССР: 1954

## Образование
- Окончил Киевский институт физической культуры и спорта
- Высшая школа тренеров (ВШТ)

## Семья
Супруга — Эльвира Григорьевна, дочь Ирина (19.05.1951 г.р.)